# Dentarene rosadoi
Dentarene rosadoi is een slakkensoort uit de familie van de Liotiidae. De wetenschappelijke naam van de soort is voor het eerst geldig gepubliceerd in 2005 door Bozzetti & Ferrario.